# Fusobacterium
Genre
Synonymes
- Zandiella Fatahi-Bafghi 2024

Fusobacterium est un genre de bacilles Gram négatifs anaérobies stricts de la famille des Fusobacteriaceae. Plusieurs espèces sont responsables de maladies humaines, y compris les maladies parodontales, le syndrome de Lemierre ou des ulcères cutanés tropicaux et au développement du cancer colorectal,,. Bien que plusieurs ressources ont déclaré le Fusobacterium comme un phénomène courant dans l'oropharynx de l'Homme, le consensus actuel est de toujours considérer Fusobacterium comme un agent pathogène.
Les Fusobacteria ont un puissant LPS[réf. nécessaire].

## Espèces remarquables

### F. necrophorum
Fusobacterium necrophorum est l'espèce de Fusobacterium responsable du syndrome de Lemierre, et semble être responsable de 10 % des maux de gorge aigus et 21 % des maux de gorge récurrents,, le reste étant causé par des streptocoques du groupe A ou des virus.
D'autres complications de F. necrophorum sont la méningite, compliquée par une thrombose des veines cérébrales, et l'infection des voies urogénitales et des voies gastro-intestinales.
Les infections de F. necrophorum répondent généralement à un traitement à la pénicilline ou le métronidazole ou à la clindamycine. Cette bactérie est également considérée comme la cause du pied muguet, une maladie des chevaux.
F. necrophorum est également cause de boiterie chez les ovins. L'infection est communément appelé piétin, et peut durer plusieurs années sur certaines terres. En raison de sa durée de survie dans ces domaines, il est irréaliste d'essayer de l'enlever. Il infecte le plus souvent les moutons à cause de la faiblesse de leur peau. Cela peut se produire en raison d'une attente prolongée dans des sols humides ou sablonneux, qui se traduit par la dénaturation de la peau entre les tasseaux.

### F. nucleatum
Fusobacterium nucleatum est une bactérie orale, étrangère à la cavité buccale de l'Homme, qui joue un rôle dans la maladie parodontale. Cet organisme est généralement récupéré de différentes infections mixte aux humains et aux animaux. C'est un élément clé de la plaque parodontale en raison de son abondance et sa capacité à s'associer avec d'autres espèces dans la cavité buccale.

### F. polymorphum
Fusobacterium polymorphum est une bactérie qui a été isolée dans la crevasse gingivale de l'Homme, et a été impliquée dans l'immunopathologie des maladies parodontales. Elle a également été isolée chez les cobayes dans des études de recherche.

## Liste d'espèces
Selon la LPSN (10 avril 2025) :
- Fusobacterium animalis (Gharbia & Shah 1992) Kook et al. 2022
- Fusobacterium canifelinum corrig. Conrads et al. 2004
- Fusobacterium gastrosuis De Witte et al. 2017
- Fusobacterium gonidiaformans (Tunnicliff & Jackson 1925) Moore & Holdeman 1970
- Fusobacterium hominis Liu et al. 2022
- Fusobacterium mortiferum (Harris 1901) Moore & Holdeman 1970
- Fusobacterium naviforme (Jungano 1909) Moore & Holdeman 1970
- Fusobacterium necrogenes (Weinberg et al. 1937) Moore & Holdeman 1970
- Fusobacterium necrophorum (Flügge 1886) Moore & Holdeman 1969
- Fusobacterium nucleatum Knorr 1922 – espèce type
- Fusobacterium perfoetens (Tissier 1905) Moore & Holdeman 1973
- Fusobacterium periodonticum Slots et al. 1984
- Fusobacterium russii (Hauduroy et al. 1937) Moore & Holdeman 1970
- Fusobacterium simiae Slots & Potts 1982
- Fusobacterium ulcerans Adriaans & Shah 1988
- Fusobacterium varium (Eggerth & Gagnon 1933) Moore & Holdeman 1969
- Fusobacterium vincentii (Dzink et al. 1990 ex Knorr 1922) Kook et al. 2022
- Fusobacterium watanabei Tomida et al. 2021